# ATP syntáza

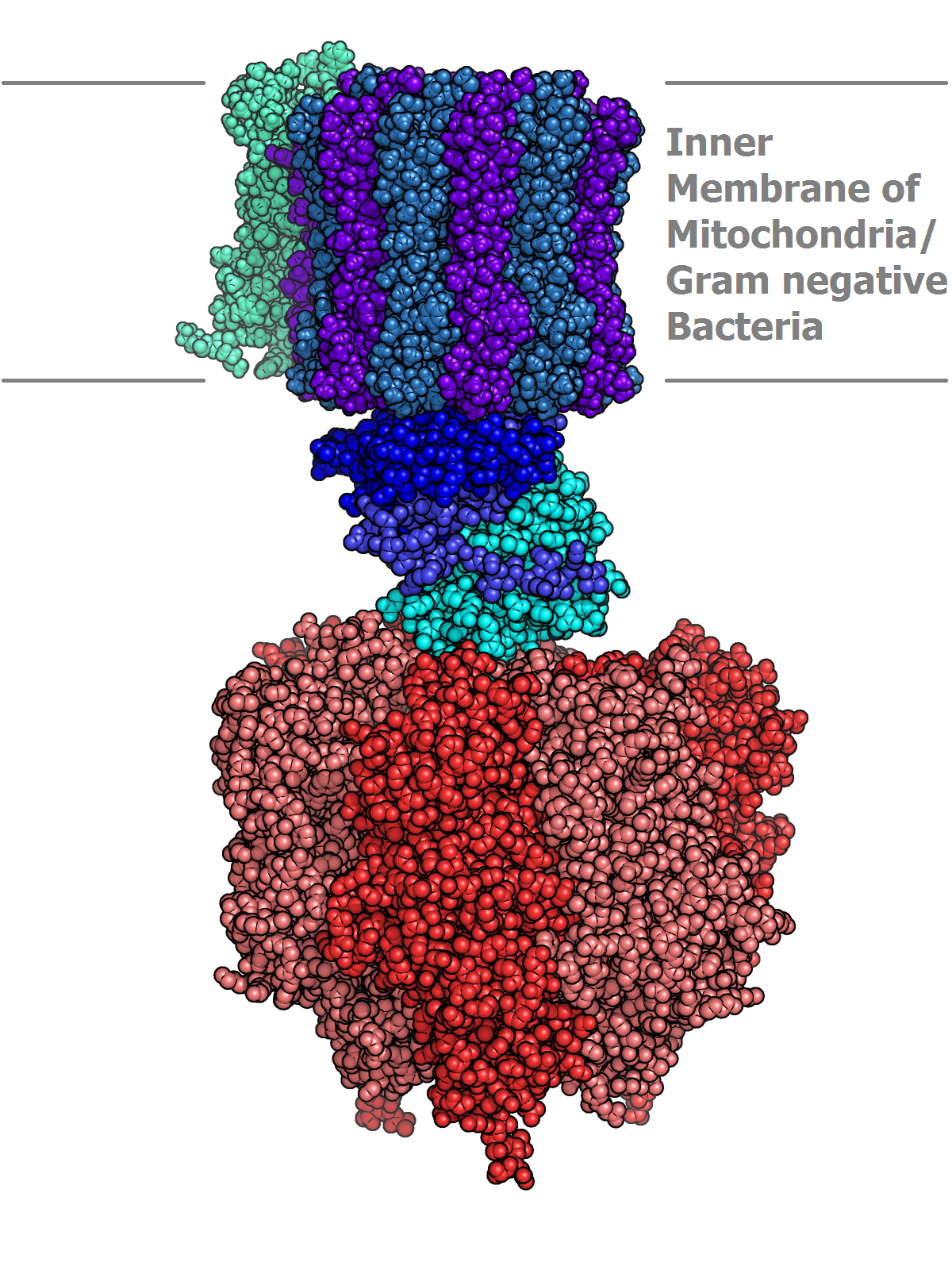
ATP syntáza

ATP syntáza je složitý transmembránový bílkovinný komplex, schopný syntézy ATP. U eukaryot je umístěný zejména na vnitřní membráně mitochondrií, ale je přítomen i ve vnitřní membráně chloroplastů. U bakterií je umístěn na plazmatické membráně (u gramnegativních bakterií na té vnitřní).

## Struktura
ATP syntáza je protein složený z několika podjednotek. Velká hlava umístěná v matrix mitochondrie, připomínající hlavu lízátka, se nazývá F1 část (také stator) a je připevněná na podlouhlé duté podjednotce, připomínající stopku (ta se označuje jako FO neboli rotor). Obě tyto části, tedy F1 a FO, jsou každá složené z několika podjednotek. Rotor je tvořen 14 podjednotkami (ty jsou nazývány „c“), statorová hlava obsahuje šest podjednotek (tři alfa a tři beta).

## Mechanismus
Syntéze ATP předchází transport protonů (vodíkových kationtů) přes membránu (díky procesům probíhajícím v dýchacím řetězci buněčného dýchání), čímž vzniká mezi oběma stranami membrány silný protonový gradient (též proton-motivní síla). Vodíkové kationty mají proto tendenci vracet se nazpět přes membránu, aby tak vyrovnaly tento gradient.
Tyto vodíkové kationty však nemohou nazpět přecházet libovolně, jediným místem, jímž mohou vodíkové kationty procházet, jsou právě kanálky ATP syntázy. Vodíkové kationty tedy u eukaryot prochází v mitochondriích vnitřkem ATP syntázy z mezimembránového prostoru do matrix, v chloroplastech z lumen tylakoidů do stromatu a konečně u bakterií z vnější strany plazmatické membrány nazpět dovnitř buněk.
Právě proud vodíkových kationtů skrz kanálek ATP syntázy umožňuje výrobu ATP, tedy tzv. chemiosmózu. Konkrétně se dá říct, že jedna molekula ATP vzniká při průchodu tří iontů vodíku skrz molekulu ATP syntázy. ATP syntáza v podstatě katalyzuje tuto reakci:
ADP + Pi → ATP
Při průchodu rotorem způsobují vodíkové kationty jeho roztočení (proto se také někdy ATP syntáza přezdívá „molekulární mlýnek“). Stopka se otáčí se statorem a ta způsobuje změny konformace (prostorového uspořádání) statoru ATP syntázy. Díky těmto periodickým změnám jsou odhalována aktivní místa, na nichž prochází výše uvedená reakce.